# كارلوس ألوسين
كارلوس ألوسين (مواليد 30 ديسمبر 2000) هو لاعب كرة سلة إسباني يلعب في مركز لاعب هجوم خلفي في نادي ريال مدريد.

## روابط خارجية
- كارلوس ألوسين على موقع الاتحاد الدولي لكرة السلة (الإنجليزية)
- كارلوس ألوسين على موقع الدوري الإسباني لكرة السلة (الإسبانية)
- كارلوس ألوسين على موقع كرة السلة الأوروبية.كوم (الإنجليزية)
- كارلوس ألوسين على موقع ريلجم (الإنجليزية)
- كارلوس ألوسين على موقع بروبوليرز (الإنجليزية)
- كارلوس ألوسين على موقع سبورتس رفرنس (الإنجليزية)